# 2003 FD128
2003 FD128, também escrito como 2003 FD128, é um objeto transnetuniano que está localizado no Cinturão de Kuiper, uma região do Sistema Solar. Este corpo celeste é classificado como um cubewano. Ele possui uma magnitude absoluta de 7,4 e tem um diâmetro estimado com 146 km.

## Descoberta
2003 FD128 foi descoberto no dia 31 de março de 2003, pelo astrônomo Marc W. Buie.

## Órbita
A órbita de 2003 FD128 tem uma excentricidade de 0,027 e possui um semieixo maior de 38,489 UA. O seu periélio leva o mesmo a uma distância de 37,465 UA em relação ao Sol e seu afélio a 39,514 UA.